# Когда звонит незнакомец 2
«Когда звонит незнакомец 2» (англ. When A Stranger Calls Back) — телевизионный фильм режиссёра Фреда Уолтона. Сиквел фильма «Когда звонит незнакомец» (1979).

## Сюжет
Джулия присматривает за двумя детьми, пока их родители в отъезде. Вечером незнакомец стучится в дверь и просит позвонить в автоклуб, чтобы вызвать буксировщика. Телефонная линия отключена. В это время, проникнув внутрь, человек похищает детей. Несколько лет спустя Джулия уже ученица колледжа. Она замкнутая девушка. Ей кажется, что незнакомец вернулся и теперь охотится на неё. Джилл и бывший полицейский Джон пытаются помочь Джулии найти незнакомца.

## В ролях
- Кэрол Кейн — Джилл Джонсон
- Чарльз Дёрнинг — Джон Клиффорд
- Джилл Шелен — Джулия Дженц
- Джин Литгоу — Уильям Лэндис
- Кевин МакНалти — Доктор Шифрин
- Бабс Чула — Агент
- Гари Джонс — Техник
- Джон Дестри — Детектив #1
- Бобби Стюарт — Детектив #2
- Тэренс Келли — Врач
- Дункан Фрэйзер — Владелец клуба
- Дженнифер Гриффин — Девушка в клубе #1
- Ребека Муллен — Девушка в клубе #2

## Отзывы и критика
В 1993 Уолтон снова объединился в одной команде с Чарльзом Дёрнингом и Кэрол Кейн для съёмок сиквела успешной предыдущей картины в формате телевизионного фильма. Критики отнеслись к новому слешеру достаточно сдержанно, как к фильму по уровню выше проходной телевизионной постановки, но не дотягивающей до предшественника:70. По мнению Леонарда Малтина у картины отличное начало завлекающее зрителя, но после впечатляющей открывающей сцены сюжет совершенно разваливается:1544. В концовке ситуация несколько выправляется, хотя в целом ощущается недостаточная продолжительность и накал сюжета по сравнению с первой половиной.
Брайан Диллард в своём синопсисе для сайта allmovie охарактеризовал фильм так: «Ещё один псих преследует ещё одну няню». Обозреватель еженедельника Variety Тони Скотт отметил картину, как неплохой фильм ужасов, несмотря на некоторые логические нестыковки в сюжете. Актёрскую игру главных героев он назвал проходной и выделил только работу Джил Шёлен. Работа редактора и художника постановщика также заслужила положительную оценку.

## Премии и номинации
- 1994 — премия CableACE Award (лучший грим)